# Saruhanlı (district)
Saruhanlı is een Turks district in de provincie Manisa en telt 58.205 inwoners (2007). Het district heeft een oppervlakte van 839,37 km².
De bevolkingsontwikkeling van het district is weergegeven in onderstaande tabel.
| 1997   | 2000   | 2007   |
| ------ | ------ | ------ |
| 65.156 | 68.134 | 58.205 |